# OpenEmbedded
OpenEmbedded — инфраструктура для сборки пакетов для встраиваемого Linux. OpenEmbedded предлагает решение в классе сред для кросс-компиляции. Он позволяет разработчикам создавать целостные дистрибутивы Linux для встраиваемых систем.
Некоторыми преимуществами OpenEmbedded являются:
- поддержка разнообразных архитектур процессоров
- множественные релизы для этих архитектур
- инструменты для ускорения процесса пересборки после внесения изменений
- лёгкая кастомизация
- работает на любом дистрибутиве Linux
- включено более 1000 пакетов для кросс-компиляции, включая GTK+, Qt, the X Windows system, Mono, Java и почти всё остальное, что может потребоваться

Изначально проект содержал и разрабатывал набор рецептов для BitBake, схожих с правилами ebuild для Gentoo.
Рецепты состоят из URL на исходный код пакета, зависимостей сборки и установки и опций компилирования и установки. Во время процесса сборки они используются для отслеживания зависимостей, кросс-компилирования пакета и его запаковывания, годного для установки на целевое устройство. Также возможно создавать полные образы, состоящие из корневой файловой системы и ядра. На первом шаге при сборке компилируется набор пакетов GNU toolchain, созданных для целевой платформы.